# لاتاه (واشینگتن)
لاتاه، واشینگتن (به انگلیسی: Latah, Washington) یک شهرک در ایالات متحده آمریکا است که در شهرستان اسپوکن، واشینگتن واقع شده‌است.

## خصوصیات
لاتاه ۰٫۸۰ کیلومترمربع مساحت و ۱۸۳ نفر جمعیت دارد و ۷۶۵ متر بالاتر از سطح دریا واقع شده‌است.